# Spilosoma alexandri
Spilosoma alexandri är en fjärilsart som beskrevs av Pazsicsky 1915. Spilosoma alexandri ingår i släktet Spilosoma och familjen björnspinnare. Inga underarter finns listade i Catalogue of Life.